# Меледа (деревня)
Меледа — деревня в Череповецком районе Вологодской области.
Входит в состав Югского сельского поселения, с точки зрения административно-территориального деления — в Мусорский сельсовет.

## География
Стоит у реки Меледка.

### Географическое положение
Расстояние до районного центра Череповца по автодороге — 59 км, до центра муниципального образования Нового Домозерова по прямой — 27 км. Ближайшие населённые пункты — Захарово, Сычево, Аксеново.

## История
C 1 января 2006 года по 8 апреля 2009 года входила в Мусорское сельское поселение.

## Население
| 2010 |
| ---- |
| 17   |

По переписи 2002 года население — 9 человек.

## Инфраструктура
Личное подсобное хозяйство. Почтовое отделение, расположенное в деревне Воскресенское-На-Мусоре, обслуживает в деревне 2 дома.

## Транспорт
Деревня доступна автотранспортом.